# Nancy Ward

Nancy Ward. Zeichnung von George Catlin.

Nanye-hi („Die, die darum herum geht“), bekannt mit ihrem englischen Namen Nancy Ward (* 1738(?) in Chota nahe dem heutigen Vonore, Tennessee, USA; † 1822 oder 1824) war eine Ghighau („Geliebte Frau“) der Cherokee, was bedeutet, dass sie zusammen mit anderen „Geliebten Frauen“ in Ratsversammlungen sitzen und endgültige Entscheidungen in allen Belangen der Cherokee treffen durfte. Sie wurde von Herrnhuter unterrichtet und glaubte an die Friedliche Koexistenz mit den weißen Europäern.

## „Geliebte Frau“
Wards Eltern waren die Lenni Lenape Tame Deer („Zahmes Reh“) und Fivekiller („Fünftöter“). Ihr erster Mann war der Cherokee Kingfisher („Eisvogel“). Nanye-hi und Kingfisher kämpften 1755 Seite an Seite in der Schlacht von Taliwa gegen die Muskogee. Als er getötet wurde, nahm sie sein Gewehr und führte die Cherokee zum Sieg. Mit dieser Tat erwarb sie sich im Alter von 18 den Titel einer Ghighua.

## Veränderungen in der Cherokee-Gesellschaft
Als eine Ghighua hatte Nanye-hi die Macht, Kriegsgefangene zu begnadigen. 1780, nach einem Cherokee-Angriff auf eine Weißensiedlung am Watauga River, nutzte sie diese Macht, um Mrs. Bean zu begnadigen, die sie in ihr Haus mitnahm und von den Wunden heilte, welche sie beim Kampf erlitten hatte. Mrs. Bean lehrte Nanye-hi Weben, was die Cherokee-Kleidung revolutionierte, die zu der Zeit eine Kombination aus Fellen und Kleidung war, die von Händlern erworben wurde. Aber die Revolutionierung des Webens änderte auch die Stellung der Frauen in der Cherokee-Gesellschaft, weil diese nun webten und den Männern das Pflanzen überließen, was eine traditionelle Frauenarbeit gewesen war.
Mrs. Bean rettete auch zwei ihrer Milchkühe aus der Siedlung und brachte sie zu Nanye-hi. Nanye-hi lernte Viehzucht und die Herstellung von Milchprodukten, was die Cherokee unterstützte, wenn die Jagd mager ausfiel.
Die Kombination von Weben und Viehzucht brachte die Cherokees von einer dörflichen Ackerbauerngesellschaft zu einer Gesellschaft, die der ihrer europäisch-amerikanischen Nachbarn sehr ähnlich war. Einschließlich Familienland und der Notwendigkeit von immer mehr Arbeitskräften. Deswegen begannen die Cherokee Sklaven zu handeln. Nanye-hi war die erste Cherokee, die schwarze Sklaven besaß.
Zu dieser Zeit führte Sequoyah die erste Schriftsprache für eine Indianernation ein. In den 1830ern wurde eine komplette Bibel gedruckt. Von nun an wurden die Cherokee als eine der „Fünf zivilisierten Nationen“ bezeichnet.

## Späteres Leben
Nanye-hi war gegen den Verkauf von Cherokeeland an die Weißen, aber ihre Einwände wurden weitgehend ignoriert. 1808 und 1817 geriet der Frauenrat immer mehr in Opposition zu dem Verkauf von immer mehr und mehr Land.
Nanye-hi wurde eine Art Botschafterin zwischen den Cherokee und den Weißen, lernte die Kunst der Diplomatie von ihrem Onkel mütterlicherseits, dem einflussreichen Häuptling Attakullakulla („Little Carpenter“, „Kleiner Zimmermann“). 1781, als die Cherokee sich mit einer amerikanischen Delegation unter John Sevier trafen, um die amerikanischen Besiedlung entlang des Little Pigeon River zu besprechen, drückte Nanye-hi ihre Überraschung darüber aus, dass keine weiblichen Unterhändler unter den Amerikanern waren. Sevier empörte sich sogleich, dass so eine wichtige Arbeit an eine Frau übergeben werden sollte. Nanye-hi sagte ihm: „Ihr wisst, dass Frauen immer als wertlos angesehen werden; aber wir sind Mütter; ihr seid unsere Söhne. Unser Rufen und Weinen gilt nur dem Frieden; lass uns das fortsetzen. Der Frieden muss für immer halten. Lass eurer Frauen Söhne unsere sein; lass unsere Söhne eure sein. Lass eure Frauen unsere Worte hören.“ Ein amerikanischer Beobachter sagte, dass die Rede sehr bewegend war.
Einige Zeit später begannen die Amerikaner sie Nancy zu nennen. Sie heiratete den Pelzhändler Bryant Ward und wurde als Nancy Ward bekannt. Als das Gebiet um Chota an amerikanische Siedler übertragen wurde, eröffneten sie und Ward ein Gasthaus an der Womankiller-Furt des Ocowee River im östlichen Tennessee.

## Tod, Begräbnis und Nachlass
Nach Angaben ihres Sohnes Fivekiller („Fünftöter“) wurde Nancy Ward in ihrer Heimatstadt Chota begraben. Aber es gibt Zeugen, die behaupten, dass sie in Wirklichkeit in Benton (Tennessee) begraben wurde. Es gibt eine Markierung in Benton, die die Stelle ihres vermuteten Grabes anzeigt. Polk County, in dem Benton liegt, versucht Geld zu sammeln, um ein Nancy-Ward-Museum einzurichten. Die Historische und Genealogische Gesellschaft von Polk County unterhält derzeit einen Nancy-Ward-Raum in ihrer genealogischen Bibliothek, bis es ein Museum gibt.
Eine Tennessee-Sektion der Töchter der Amerikanischen Revolution ist nach ihr benannt. Sie ist bis ins späte 20. Jahrhundert die letzte Frau, die den Titel „Geliebte Frau“ erhielt.
Eine Statue von Nancy Ward, von einem vorgeblichen Nachfahren gestaltet, stand für etwa 70 Jahre auf einem Friedhof in Grainger County (Tennessee). Sie verschwand in den frühen 1980er Jahren. Im Januar 2006 tauchte die Statue als wichtige Arbeit der amerikanische Volkskunst wieder auf, als sie in der Amerikanischen Antiquitäten Show im Metropolitan Pavilion in New York City ausgestellt wurde. Die Statue ist zurzeit im Besitz eines Antiquitätenhändlers, die in der Nähe von Augusta (Maine) wohnt. Es wird weithin angenommen, dass der Künstler James Abraham Walker ursprünglich im Sinn hatte, die Schnitzerei auf Nancy Wards Grabstätte aufstellen zu lassen.
Das Sequoyah Birthplace Museum in Vonore hält ihr zu Ehren jedes Jahr Nancy Ward Cherokee Erbe Tage ab.
Nancy Ward ist nicht nur als wichtige Person der Cherokee-Volkes in Erinnerung, sondern auch als frühe Pionierin für Frauen in der amerikanischen Politik, die sich in einer turbulenten Periode der Geschichte ihres Volkes für die Stimme einer Frau einsetzte.